# Sebastian Schindzielorz
Sebastian Schindzielorz (født 21. januar 1979 i Krapkowice, Polen) er en tysk tidligere fodboldspiller (midtbane).
Schindzielorz spillede størstedelen af sin karriere i hjemlandet, hvor han repræsenterede VfL Bochum, 1. FC Köln og VfL Wolfsburg. Med sidstnævnte var han med til at vinde det tyske mesterskab i 2009. Han havde også kortvarige udlandsophold i Grækenland og Norge.

## Titler
Bundesligaen
- 2009 med VfL Wolfsburg